# Beatrice Lombardo
Beatrice Lombardo (* 15. Februar 1996) ist eine italienische Tennisspielerin.

## Karriere
Lombardo bevorzugt Rasenplätze und spielt hauptsächlich auf der ITF Women’s World Tennis Tour, wo sie bislang drei Doppeltitel gewann.
2013 nahm sie an den French Open teil. Im Juniorinneneinzel erreichte sie mit einem 6:0 und 6:2 über Iryna Schymanowitsch die zweite Runde, wo sie dann aber an Margot Yerolymos mit 2:6 und 2:6 scheiterte. Im Juniorinnendoppel scheiterte sie in der ersten Runde. In Wimbledon scheiterte sie im Juniorinnendoppel ebenso wie auch im Juniorinnendoppel der US Open in der ersten Runde. auch im Juniorinneneinzel der US Open 2013 scheiterte sie bereits in der ersten Runde an Tornado Alicia Black mit 0:6 und 1:6, nachdem sie als Lucky Loser noch ins Hauptfeld gerutscht war.
2014 trat sie bei den Australian Open im Juniorinneneinzel an, verlor aber bereits in der ersten Runde gegen die Qualifikantin Natalie Novotna mit 4:6 und 3:6. Im Juniorinnendoppel verlor sie an der Seite von Partnerin Verena Hofer ebenso in der ersten Runde gegen Naiktha Bains und Olivia Tjandramulia mit 3:6 und 2:6.

## Turniersiege

### Doppel
| Nr. | Datum           | Turnier                  | Belag     | Kategorie   | Partnerin      | Finalgegnerinnen                  | Ergebnis         |
| --- | --------------- | ------------------------ | --------- | ----------- | -------------- | --------------------------------- | ---------------- |
| 1.  | 5. Juli 2014    | Todi                     | Sand      | ITF $10.000 | Deborah Chiesa | Federica Di Sarra Alice Savoretti | 6:3, 3:6, [10:8] |
| 2.  | 8. Februar 2015 | Port El-Kantaoui         | Hartplatz | ITF $10.000 | Deborah Chiesa | Sharrmadaa Baluu Michika Ozeki    | 6:3, 6:2         |
| 3.  | 16. Mai 2015    | Santa Margherita di Pula | Sand      | ITF $10.000 | Carla Touly    | Marcella Cucca Verena Meliss      | 6:3, 6:0         |